# 탄나섬
탄나섬(Tanna)은 바누아투를 구성하는 섬 가운데 하나이다. 길이 40km, 폭 19km로서, 총 면적은 550km2이다. 섬에서 가장 높은 고점은 투코스메라 산의 꼭대기로 해발 1,084m에 달한다. 인구 약 2만명으로 타페아 주에서 가장 인구가 많은 섬이며 바누아투 전체에서도 인구가 많은 편이다. 섬의 주도에 해당하는 가장 번화한 곳은 서부 해안에 위치한 레나켈(Lénakel)이다. 남동부 해안에는 야수르 산이 있는데 사람의 접근이 가능한 활화산이다. 짧은 기간이지만, 독립국가로 존재했던 시기도 있었다.